# Liste de personnalités figurant sur les timbres de France
Cette liste recense les personnalités figurant sur les timbres-poste de France.
Jusqu'au milieu du XXe siècle, les allégories sont majoritaires sur les timbres de France. En 1852, la première personne réelle à être représentée est, de son vivant, le président de la République Louis-Napoléon Bonaparte. Le premier défunt honoré est Louis Pasteur sur une série d'usage courant en 1923, inaugurant les premiers timbres sur des personnages célèbres.
Au cours du XXe siècle, les personnalités timbrifiées de leur vivant sont exceptionnelles : Philippe Pétain pendant le régime de Vichy et deux sportifs (Jean-Claude Killy et Carl Lewis) dans la série Le Siècle au fil du timbre en 2000.
Pour chaque timbre, est également donnée l'année d'émission.
- Haut – A
- B
- C
- D
- E
- F
- G
- H
- I
- J
- K
- L
- M
- N
- O
- P
- Q
- R
- S
- T
- U
- V
- W
- X
- Y
- Z

(la table est incomplète, voir page de discussion)

## Groupes de personnes
Certains groupes de personnes ont pu être représentés par un timbre :
- les cinq martyrs du lycée Buffon (1959),
- les Justes de France (2007).

## A
- Clément Ader (1938)
- Aliénor d'Aquitaine (2004)
- André-Marie Ampère (1936, 1949)
- Louis Armstrong (2002)
- Nicolas Appert (1955)
- François Arago (1949)
- Jeanne d'Arc (1929)
- Raymond Aron (2005)
- Jacqueline Auriol (2003)
- Avicenne (2005)
- Abd El-Kader (2008)

## B
- Antoine Barnave (1989)
- Maryse Bastié (1955)
- Charles Baudelaire (1951)
- Jacques Baumel (2013)
- Pierre Bayle (2006)
- Nicolas Baudin (2002)
- Émile Baudot (1949)
- Sidney Bechet (2002)
- Antoine Béclère (1957)
- Pierre Bérégovoy (2003)
- Marcelin Berthelot (1927)
- André Blondel (1942)
- Adrienne Bolland (2005)
- Louis-Napoléon Bonaparte (1852-1870), voir article spécialisé
- Alain Bosquet (2002)
- Henri Marie Bouley (1951)
- Édouard Branly (1944)
- Aristide Briand (1933)
- Pierre Brossolette (1957)
- Thomas-Robert Bugeaud (1944)
- Michelangelo Buonarroti (1957)

## C
- Jacques Callot (1935)
- Jacques Cartier (1934)
- Pablo Casals (2006)
- Augustin Cauchy (1989)
- Marcel Cerdan (2000)
- Miguel de Cervantes (1957)
- Paul Cezanne (1939)
- Claude Chappe (1944, 1949)
- Hilaire de Chardonnet (1955)
- François-René de Chateaubriand (1948)
- Auguste Chauveau (1951)
- Frédéric Chopin (1956)
- Georges Clemenceau (1939, 1951)
- Jacques Cœur (1955)
- Auguste Comte (1957)
- Marquis de Condorcet (1989)
- Pierre Corneille (1937)
- Pierre de Coubertin (1956)
- Roger Couderc (2007)
- Aimé Césaire, présentation du timbre poste le 17 avril 2009

## D
- Louis Daguerre (1939)
- Dalida (2001)
- Alphonse Daudet (1936)
- Eugène Delacroix (1951)
- Benjamin Delessert (1935)
- Louis Delgrès (2002)
- René Descartes (1937)
- Henri Sainte-Claire Deville (1955)
- Paul Doumer (1933)
- Alfred Dreyfus (2006)
- Émile Driant (1955)
- Pierre Dugua de Mons (2004)
- Alexandre Dumas (2002)

## E
- Félix Éboué (2004)
- Raphaël Elizé (2013)
- Duke Ellington (2002)
- Louis Franchet d'Esperey (1956)
- Albert Einstein (2005)

## F
- Jean-Henri Fabre, entomologiste (1956)
- François Fénelon (1947)
- Gustave Ferrié (1949)
- Jules Ferry (1951)
- Ella Fitzgerald (2002)
- Camille Flammarion (1956)
- Matthew Flinders (2002)
- Jean-Pierre Claris de Florian (1955)
- Benjamin Franklin (1956)

## G
- Léon Gambetta (1938)
- Charles de Gaulle (2004)
- Geneviève de Gaulle-Anthonioz (2003)
- Johann Wolfgang von Goethe (1957)
- Vincent van Gogh (1956)
- Charles de Gonzague (2013)
- Stéphane Grappelli (2002)
- Grégoire de Tours (1939)
- Guigone de Salins (1943)
- Georges Guynemer (1940)

## H
- Henri IV (2012)
- Victor Hugo (1933, 1935)

## I
- Vincent d'Indy (1951)

## J
- Joseph Marie Jacquard (1934)
- Jean Jaurès (1936)

## K
- Jacob Kaplan (2005)
- Robert Keller (1957)
- Jean-Claude Killy (2000)

## L
- René Laennec (1952)
- Jean de La Fontaine (1938)
- Marquis de Lafayette (1927)
- Leo Lagrange (1957)
- Paul Langevin (1948)
- Antoine Lavoisier (1943)
- Jean-Baptiste Lebas (1957)
- Philippe Lebon (1955)
- Jacques Leclerc, général (1948)
- Rouget de Lisle (1936)
- Albert Londres (2007)
- Jean Baptiste Lully (1956)
- Auguste Lumière (1955)
- Louis Lumière (1955)

## M
- Pierre-Émile Martin (1955)
- Marie Marvingt (2004)
- Jules Massenet (1942)
- Ahmed Chah Massoud (2003)
- Jean Mermoz (1937)
- Milon de Crotone (1924)
- Frederic Mistral (1941)
- Henri Moissan (2006)
- Marilyn Monroe (2003 sur une œuvre d'Andy Warhol)
- Guy Môquet (2007)
- Jean Moulin (1957, 2009)
- Wolfgang Amadeus Mozart (1957)
- Alfred de Musset (1951)

## N
- Napoléon Ier (2004, 2006)
- Napoléon III (1852-1870), voir article spécialisé
- Gérard de Nerval (1955)
- Isaac Newton (1957)
- Joseph Nicéphore Niépce (1939)
- Edmond Nocard (1951)
- Maurice Nogues (1951)

## O
- Étienne Œhmichen (1957)
- Honoré d'Estienne d'Orves (1957)

## P
- Antoine-Augustin Parmentier (1956)
- Louis Pasteur (1923)
- Auguste Pavie (1947)
- Charles Péguy (1950)
- Georges Perec (2002)
- Jean Perrin (1948)
- Philippe Pétain (1941, 1942, 1943, 1944)
- Pétrarque (1956)
- Michel Petrucciani (2002)
- Pierre Pflimlin (2007)
- Gérard Philipe (1961)
- Robert Picqué (1951)
- Abbé Pierre (2010)

Gaston Plante (1957)
- Alain Poher (2006)
- Raymond Poincaré (1950)
- Yvonne Printemps (1994)
- Sully Prudhomme (2007)

## R
- François Rabelais (1950)
- Rachi (2005)
- Jean Racine (1949)
- Raimu (1961)
- Rembrandt (1957)
- Madame Récamier (1950)
- Armand Jean du Plessis de Richelieu (1935)
- Arthur Rimbaud (1951)
- Élise Rivet (1961)
- Nicolas Rolin (1943)
- Pierre de Ronsard (1924)
- Claude Joseph Rouget de Lisle (2006)
- Jean-Jacques Rousseau (1956)
- Colonel Roussin (1951)
- Louis de Rouvroy (1955)
- Jean-François Pilâtre de Rozier (1936)

## S
- Paul Sabatier (1956)
- Jean-Baptiste de La Salle (1951)
- George Sand (2004)
- Victor Schœlcher (1957)
- Léopold Sédar Senghor (2002)
- Paul Sérusier (2007)
- Madame de Sévigné (1950)
- Milan Rastislav Štefánik (2003)
- Stendhal (1942)
- Robert Surcouf (1951)

## T
- Hippolyte Taine, (1966)
- Jean de Lattre de Tassigny (1952)
- Charles Tellier (1956)
- Octave Terrillon (1957)
- Louis Jacques Thénard (1957)
- Barthelemy Thimonnier (1955)
- Alexis de Tocqueville (2005)

## V
- Vauban (2007)
- Eugène Vaillé (2009)
- Paul Verlaine (1951)
- Jules Verne (1955)
- Élisabeth Vigée-Lebrun (2002)
- Jean-Antoine Villemin (1951)
- Léonard de Vinci (1952)

## W
- Henri Wallon (2004)
- George Washington (1927)

## Y
- Saint Yves de Tréguier (1956)

## Z
- Émile Zola (2002)